# Grand Prix 2012/2013 (volleyboll, damer)
Grand Prix 2012/2013 i volleyboll spelades helgen 5-6 januari 2013 i Duveholmshallen, Katrineholm. Det var den 16:e upplagan av Grand Prix och de fyra lag som låg först i Elitserien i volleyboll efter tio omgångar fick delta. Katrineholms VK vann titeln för andra gången genom att vinna finalen över Engelholms VS med 3-1 i set. Lindesbergs VBK tog bronsplatsen genom att besegra 
Hylte/Halmstad VBK med 3-1 i set. Katrineholm vann sin semifinal över Hylte/Halmstad med 3-0 och Engelholm vann sin semifinal över Lindesberg med samma siffror.